# Stade de Kégué
Stade de Kégué – to wielofunkcyjny stadion w Lomé w Togo, na którym odbywają się głównie mecze piłki nożnej. Stadion mieści 30 000 osób i został otwarty w 2000 roku. Swoje mecze rozgrywają na nim reprezentacja Togo w piłce nożnej oraz drużyna piłkarska Dynamic Togolais. Stadion był głównym gospodarzem turnieju piłkarskiego U-17 w Togo w marcu 2007. Podczas turnieju, 14 meczów na 16 zostało rozegranych na tym stadionie.